# El Zapotal, Oaxaca
El Zapotal är en ort i Mexiko.   Den ligger i kommunen San Juan Bautista Coixtlahuaca och delstaten Oaxaca, i den sydöstra delen av landet, 280 km sydost om huvudstaden Mexico City. El Zapotal ligger 2 383 meter över havet och antalet invånare är 119.
Terrängen runt El Zapotal är kuperad, och sluttar österut. Runt El Zapotal är det glesbefolkat, med 20 invånare per kvadratkilometer. Närmaste större samhälle är El Fortín Alto, 7,8 km söder om El Zapotal. Trakten runt El Zapotal består i huvudsak av gräsmarker.